# يارا سلام
يارا رفعت سلّام نسوية مصرية بارزة ومدافعة عن حقوق الإنسان، ولدت في 24 نوفمبر 1985، عملت كمحامية وباحثة للعديد من منظمات حقوق الإنسان المصرية والعالمية فضلاً عن اللجنة الأفريقية لحقوق الإنسان والشعوب.
في 21 يونيو 2014 تم إلقاء القبض عليها هي و30 آخرين كانوا يسيرون قرب قصر الاتحادية في مظاهرة سلمية تندد بالقانون المصري الذي يقيد من حق التظاهر. وتمت محاكمتها هي و22 آخرين فيما يعرف بقضية قصر الاتحادية التي أصبحت رمزاً لمقاومة القيود التي فرضتها حكومة الرئيس عبد الفتاح السيسي على المعارضة.
وقد قالت منظمة العفو الدولية عن القضية أنها محاكمة استعراضية مبنية على أدلة غير كافية ومشكوك فيها، والهدف منها أن تكون تحذيراً لأي شخص يحتج على قانون التظاهر في مصر.

## نشأتها وعملها
ولدت يارا سلام في حي مصر الجديدة بالقاهرة لوالدين لديهما تاريخ من العمل في القضايا اليسارية. والدتها الفنانة التشكيلية «راوية صادق»، ووالدها «رفعت سلام» شاعر ومترجم وصحفي. تقول يارا أنها لم تكن بحاجة إلى قراءة كتب ونظريات لتصبح نسوية، وأنها محظوظة بالنشأة في أسرة يسارية تؤمن بالمساواة بين الرجل والمرأة وتطبق هذه المبادئ.
وفي مقابلة أجرتها قالت أن اهتمامها بمجال حقوق الإنسان بدأ منذ سن 15 عاماً عندما كانت عضوة في جماعة «النسور الصغيرة» التي تعمل في مجال حقوق الطفل. ووفقاً للصحيفة الإلكترونية مدى مصر فإن الجماعة جذبت أسر الطبقة المتوسطة ذوي الميول اليسارية الذين أرسلوا أبناءهم إلى الاجتماعات والمخيمات في التسعينات وبداية الألفية، وقد ساعدت في تعريفهم بقضايا حقوق الإنسان والطفل.
درست يارا القانون، وحصلت على شهادة في القانون من جامعة القاهرة، وماجستير القانون التجاري من بانثيون السوربون جامعة في باريس، فرنسا 2007، وماجستير في القانون الدولي لحقوق الإنسان من جامعة نوتردام 2010. وخلال سعيها للحصوص على هذه الدرجات العلمية، كانت تعمل كناشطة حقوق إنسان في مصر، وكباحثة في مكتب القاهرة لمعهد بحوث من أجل التنمية. وقد حققت في الآثار المترتبة على قانون الطلاق وعلى حياة المرأة المصرية. وفيما بعد انضمت إلى إلى وحدة الحريات المدنية في المبادرة المصرية للحقوق الشخصية وهي مجموعة محلية رائدة في مجال حقوق الإنسان، وهناك انصب تركيزها على التمييز والعنف ضد الأقليات الدينية. وقد أشار حسام بهجت مؤسس المبادرة قائلاً:«إن ما يميز يارا هو قدرتها على العمل الاحترافي بدون إغفال مشاعرها...وأتذكر في عام 2009 عندما كانت هناك هجمات على منزل لـبهائيين في قرية قريبة من سوهاج، جئت إلى مكتب يارا بينما كانت تأخذ شهادة عبر الهاتف من امرأة تبلغ من العمر 70 عاماً احترق بيتها، وقالت أنها قد طردت من قريتها، وكان أملها الوحيد العودة إلى منزلها لتموت هناك. أنهت يارا المكالمة ووضعت الهاتف إلى جوارها، وشرعت في الكتابة على الكمبيوتر في حين انفجرت باكية».
بعد حصولها على ماجستير القانون الدولي لحقوق الإنسان من جامعة نوتردام، انتقلت يارا إلى غامبيا للعمل كمساعد قانوني للجنة الأفريقية لحقوق الإنسان والشعوب، ثم عادت إلى مصر بعد ثورة يناير 2011، وعملت في مؤسسة «نظرة» للدراسات النسوية لتترأس برنامج الدفاع عن حقوق الإنسان والمرأة. حازت درع المدافعين عن حقوق الإنسان في شمال أفريقيا من قبل الشبكة الإفريقية للمدافعين عن حقوق الإنسان لعملها في توثيق الانتهاكات التي تتعرض لها الناشطات. تقول يارا:«لدينا حكومة لا تتحمل مسئولية انتهاكات حقوق الإنسان بما فيها الانتهاكات التي تتعرض لها المرأة والتي تصل إلى الاغتصاب واستخدام أسلحة حادة في ميدان التحرير، بل تسمح بـتصريحات المسئولين التي تلقي باللوم على النساء وتعتبرهن سبب الانتهاكات الجنسية التي يتعرضن لها...ويستمر النضال ليس فقط ضد النظام، بل ومع الجماعات المدنية غير المؤمنة بضرورة السعي لإدماج المرأة في العمل العام».
في يونيو 2013 انضمت مرة أخرى لـلمبادرة المصرية للحقوق الشخصية كباحثة في وحدة العدالة الانتقالية، وقد أخذت زمام المبادرة في توثيق الانتهاكات والعنف المستخدمة في فض اعتصامي رابعة العدوية والنهضة في صيف وخريف 2013 والمذابح التي أدت إلى مقتل أكثر من 1000 متظاهر.

## إعتقالها ومحاكمتها
وقع الرئيس المؤقت عدلي منصور قانون تظاهر جديد في 24 نوفمبر 2013، القانون -الذي أقره مرسوم بدون وجود سلطة منتخبة في البلاد- يعطي الحكومة صلاحيات واسعة للسماح أو منع أية مظاهرة، ويعطي تعليمات بالسجن 2-5 سنوات للمتظاهرين بتهمة تعطيل المصالح العامة، وسرعان ما استخدم القانون لسجن المعارضين البارزين، ومن ضمنهم علاء عبد الفتاح والمحامية المدافعة عن حقوق الإنسان ماهينور المصري، وغيرهم من المتظاهرين السلميين المعارضين للحكومة.
دعا النُشطاء المصريون إلى يوم عالمي للتضامن ضد قانون التظاهر في 21 يونيو 2014. حينها انطلقت مسيرة من مئات المتظاهرين على الأقل من مصر الجديدة إلى القصر الرئاسي، فهوجموا بالزجاجات المكسورة والصخور من قبل أشخاص يرتدون ملابس مدنية دون تدخل من الشرطة، بينما أطلقت قوات الأمن الغاز المسيل للدموع. وألقت قوات الأمن القبض على 30 متظاهر أو أكثر من ضمنهم يارا سلام وابن خالتها أثناء شرائهما زجاجات المياه من كشك. وقد تم الإفراج عن ابن خالتها في نفس اليوم، أما هي فظلت معتقلة بعد اكتشاف قوات الأمن أنها تعمل في المبادرة المصرية للحقوق الشخصية. صرح المعتقلون المفرج عنهم لمنظمات حقوق الإنسان المحلية أنه تم ضرب عدد من المتظاهرين المعتقلين وتهديدهم بتوجيه اتهامات لهم بالانتماء لجماعة الإخوان المسلمين، أو حركة 6 إبريل.
تمت محاكمة 14 رجل و8 نساء في 29 يونيو مع إمكانية سجنهم بموجب قانون التظاهر (ويوجد طفل آخر يحاكم بشكل منفصل). ومن ضمن المتهمين سناء سيف، طالبة وناشطة ثورية، وهي الأخت الشقيقة لعلاء عبد الفتاح، وكذلك عبد الرحمن محمد المصور الصحفي، ورانيا الشيخ المصورة. وفي جلسة الاستماع المعقودة في شهر يونيو في قاعة المحكمة بسجن طرة جنوب القاهرة رفض القاضي إخلاء سبيل المتهمين بكفالة، كما رفض إزالة القيود الحديدية للمعتقلين الذكور، وأجل القضية لأكثر من شهرين. تم حبس الرجال في سجن طرة، وهو مجمع شديد الحراسة سيّء السمعة للسجناء السياسيين، والنساء في سجن النساء بالقناطر. وبعد عدة جلسات لاحقة في 13 سبتمبر و11 أكتوبر تم تأجيل القضية حتى 16 أكتوبر؛ الجلسة التي أعلن فيها القاضي أنه سوف ينطق بالحكم يوم 26 أكتوبر. عشية صدور هذا الحكم، طالبت منظمة العفو الدولية من السطات المصرية الإفراج عن  يارا سلّام ومجموعة من الناشطين الاخرين الذين احتجوا على قانون التظاهر القمعي في البلاد.
وفي السجن، واصلت يارا دفاعها عن حقوق الإنسان. في يوليو 2014، أرسل المجلس القومي لحقوق الإنسان التابع للحكومة محققين إلى سجن القناطر لمقابلة المعتقلات في القضية وسؤالهم عن المعاملة التي يتلقونها، فرفضت المحتجزات مقابلة هؤلاء المحققين، وقمن بتفويض يارا سلام وسارة محرز وإخبارهم فقالت:«أنهم إذا أرادوا معرفة حقيقة الوضع في السجن، يجب عليهم مقابلة المعتقلات الأخريات؛ فهن في حالة أسوأ ويتعرضن للمزيد من سوء المعاملة.» قبل وقت قصير من إلقاء القبض على يارا وزملائها، وثقت منظمات حقوق الإنسان المصرية أنماطاً واسعة النطاق للتعذيب والاعتداء الجنسي على النساء المعتقلات في القناطر، حيث تقبع الكثيرات من الداعمات لجماعة الإخوان المسلمين المحظورة.
في 26 أكتوبر حكمت محكمة الجنح على المتهمين باختراق قانون التظاهر في قضية الاتحادية -ومن ضمنهم يارا- بالسجن لثلاث سنوات وغرامة تقدر بعشرة آلاف جنيه مصري.

## العفو الرئاسي وإطلاق السراح
في 23 سبتمبر 2015، وقبل يوم من مغادرة الرئيس عبد الفتاح السيسي إلى نيويورك للاجتماع مع الجمعية العامة للأمم المتحدة، صدر عفو رئاسي يشمل 100 من الشباب المتهمين بقضايا مثيرة للجدل وذات دوافع سياسية، كقضية احتجاجات مجلس الشورى والمتهمين في قضية قصر الاتحادية بانتهاك قانون التظاهر، ومنهم يارا سلام التي أطلق سراحها، كما شمل العفو المتهمين ذوي الأوضاع الصحية الحرجة.
لقد تبنت قضية يارا العديدة من المنظمات منها منظمة العفو الدولية التي اطلقت عريضة للمطالبة بالإفراج عنها

## روابط خارجية
- مدونة يارا سلّام (شغف)
- موقع مؤسسة نظرة للدراسات النسوية